# Yahima Ramirez
Pour les articles homonymes, voir Ramirez.
Yahima Ramirez (née le 10 octobre 1979 à La Havane) est une judokate portugaise évoluant dans la catégorie des moins de 78 kg (poids mi-lourd). 
Elle remporte la médaille de bronze aux Championnats d'Europe de judo 2008 à Lisbonne.